# Broelemanneuma furcatum
Broelemanneuma furcatum är en mångfotingart som beskrevs av Ribaut 1913. Broelemanneuma furcatum ingår i släktet Broelemanneuma och familjen knöldubbelfotingar. Inga underarter finns listade i Catalogue of Life.